# Benthobatis
Benthobatis là một chi cá đuối điện trong họ Narcinidae.

## Loài
Chi này gồm các loài sau:
- Benthobatis kreffti Rincón, Stehmann & Vooren, 2001 (Brazilian blind electric ray)
- Benthobatis marcida B. A. Bean & A. C. Weed, 1909 (Blind torpedo)
- Benthobatis moresbyi Alcock, 1898 (Dark blind ray)
- Benthobatis yangi M. R. de Carvalho, Compagno & Ebert, 2003 (Taiwanese blind electric ray)